# 김충호
김충호(金忠浩, 1948년 12월 19일 ~ )는 대한민국의 유학자이다. 자(字)는 맹서(孟恕), 호(號)는 고당(古堂), 본관은 광산(光山)이다. 단절되어 가는 유학의 맥을 살리기 위하여 반딧불 역할을 하고 있다. 한국 유학의 마지막 선비이다. 간재학파의 학맥을 잇고 있으며, 양재 권순명 선생에게서 수학하였다. 대한민국 유학계에선 그의 실력을 으뜸으로 친다.

## 생애
14세 되던 해, 할아버지가 주신 막걸리 1병과 봉초 (담배잎) 2봉을 수업료로 들고 서당에 가서 글을 읽기 시작하였다.
20세가 넘어서며 전북 고부에 살던 양재 권순명 선생에게 스스로 찾아가 체계적인 유학 공부를 시작하였다.
25세 되던 해엔 가족들과 고부로 옮겨 글을 읽고 동시에 농사지으며 살기 시작하였다.
31세 되던 해에 할머니와 아버지가 병환이 나시게 되나, 약 한재 해드리려해도 돈이 없어 서울행을 결심한다.  때마침 국사편찬위원회에서 조선역사자료를 번역/정리할 인력을 구하는 중이었고, 이에 합격하여 서울 생활을 시작하였다.
35세 되던 해, 민족문화추진회로 옮겨 약 3개월, 그리고 단국대 동양학연구소에서 <한한대사전>을 만든다 하여, 단국대로 옮겨 이후 약 20여년을 지냈다.
43세 되던 해부터 성균관 부설로 시작한 한림원에서 다양한 과정을 열어 학생들을 지도하였다. 기초과정인 ‘학정계재’가 2년, 고급과정인 ‘한림계재’가 3년, 도합 5년과정을 지도하며 후학들을 양성하였다.
64세부터 순창군 훈몽재 산장을 맡아 후학들을 양성하고 있다.
70세 되던 해부터 중국 강서성 남창대학교 초청으로 백록동서원에 들어가 강학하고 돌아오며, 매년 여름철마다 중국 남창대학교 이외 여러 대학교 교수 및 석/박사생들이 순창군 훈몽재로 나와 유학하고 들어간다.
- 참고 기사: "한학자 김충호"[1] 외 다수.

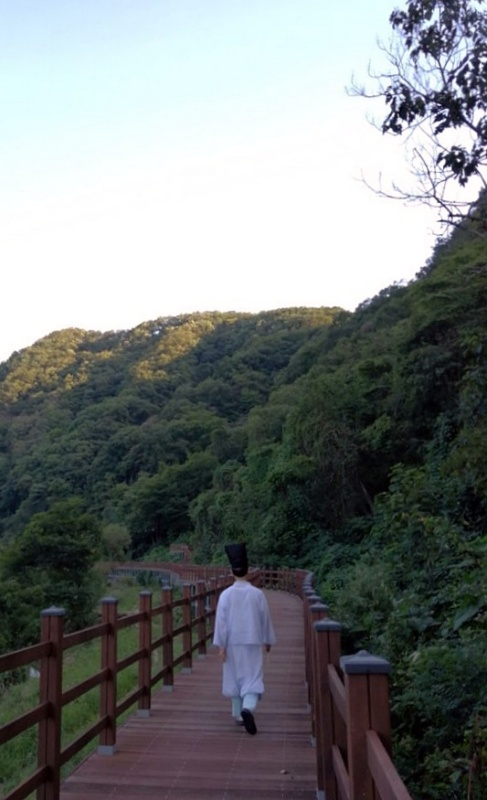
훈몽재에서 산책 중인 김충호 산장

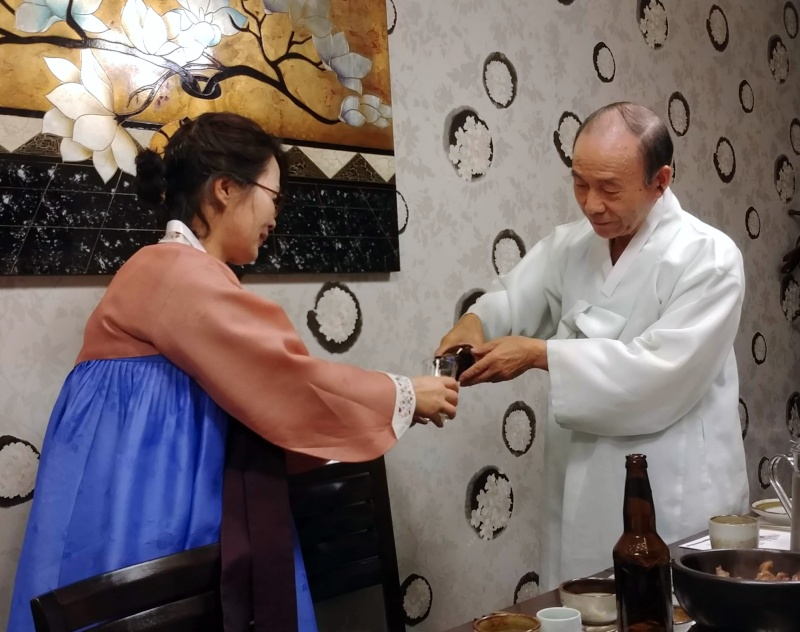
배우자 청송 심씨의 환갑 잔치에서

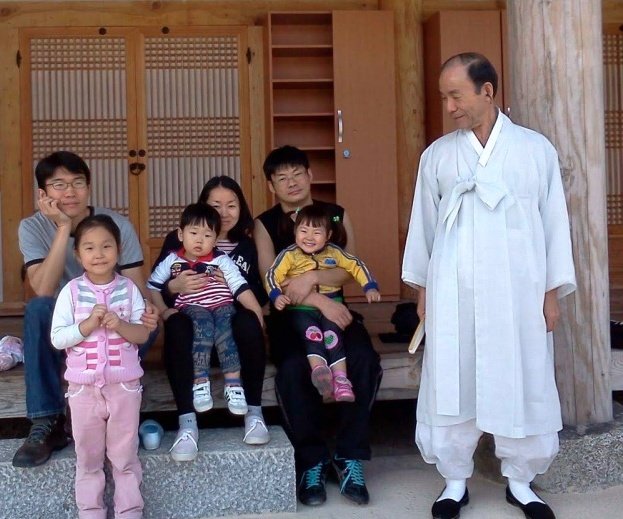
순창 훈몽재에서 자녀, 손자, 손녀들과 함께 (최우측이 김충호 산장)

## 경력
단국대 교수로 정년퇴임하였다.
성균관대와 상지대에서 강의를 진행하였다.
2011년 1월 이후 순창군 훈몽재 산장을 맡고 있다. 훈몽재에는 국내 초, 중, 고, 대학의 학생/교수들 뿐만 아니라, 중국 여러 대학들의 교수/학생들도 한학을 배우기 위해 꾸준히 방문하고 있다.

## 관련기사
1998년 7월 30일: 한학자 김충호
2003년 7월 30일: 유학의 뿌리는 어떻게 이어졌나
2003년 7월 30일: 자연의 품에서 경전을 벗 삼아...
2005년 7월 16일: 한림원 원생들의 봉암서원 임간수업
2011년 1월 27일: 훈몽재 칠야삼경(漆夜三更)의 반딧불 역할
2011년 12월 26일: 순창서 하서 김인후선생 도학정신“배우세요”
2011년 12월 26일: 순창 훈몽재에서 전통예절 배워요~
2012년 2월 10일: 전국 유림들, 순창 훈몽재에 오다
2012년 2월 26일: 옛 서당에 울려 퍼진 사서삼경
2013년 1월 2일: 순창군 “공직자의 역할” 고당 김충호 산장 특강
2013년 1월 25일: 하서 김인후 선생 뜻 이은 훈몽재 강회 열려
2013년 7월 21일: 예절·한학교육장 '순창 훈몽재' 방문객 줄이어
2013년 7월 29일: 훈몽재 강회, 유학 발전의 초석 다져
2014년 3월 1일: "맹꽁이 서당 논어" 서평
2014년 5월 1일: 대나무와 설중매 가득한 훈몽재, 선비정신 되새겨
2014년 5월 19일: 성년의 날, 나만의 字 수여
2014년 8월 1일: 훈몽재 네 번째 대강회
2015년 7월 14일: 한국고전문화연구원 훈몽재 교육프로그램
2016년 9월 25일: 우암 송시열 선생 무봉산강학유허비 및 초장유지비 건립식 거행
2018년 6월 28일: 매콤달콤한 여름여행지 "순창아! 내가 간다"
2019년 2월 21일: 호남 유학의 산실 훈몽재 어암관 건립 탄력
2019년 이후 지속: 삼양그룹 수당재단, 순창군 훈몽재에서 장학증서 수여
2019년 8월 24일: 순창 훈몽재, 대륙의 유학 혼을 깨운다!
2019년 10월 26일: 순창 훈몽재에서 중국 학생들 유학의 진수 배워요
2020년 5월 29일: 빛바랜 옛 사진 속 인물들의 이름을 묻다
2021년 3월 22일: 순창 훈몽재 활성화 위한 전문가 간담회
2021년 5월 23일: 한국의 서원 세계문화유산 자문단, 훈몽재 방문
2021년 6월 3일: ‘순창 훈몽재’ 물소리·글 읽는 소리 듣고 있으면 어느새 세상 시름 싹
2021년 9월 9일: 순창교육지원청 청렴동아리, 청렴의 선비정신을 되새겨 보다
2021년 12월 10일: 호남 선비정신 정수 깃든 ‘훈몽재’를 찾아
2022년 7월 14일: [영상] '예쁜 산야·풍성한 이야기' 영호남 문화 잇는 징검다리
2023년 8월 27일: "한문과 예절 공부 배우러 순창에 왔습니다"
2023년 8월 30일: 유학 배우러 한국 온 中교수·학생들...훈몽재가 어떤 곳?